# 斯科特·卡梅伦
斯科特·卡梅伦（英語：Scott Cameron，1976年11月12日—），新西兰男子游泳运动员。他曾代表新西兰参加1998年英联邦运动会游泳比赛，获得一枚铜牌。他也曾参加1996年夏季奥林匹克运动会。